# Provincia Savona
Savona este o provincie în regiunea Liguria în Italia.